# Métro léger de Portland
Pour les articles homonymes, voir MAX.
Le Métro léger de Portland (ou Metropolitan Area Express (MAX) (L'express de l'aire métropolitaine)) est un métro léger dans l'aire urbaine de Portland dans l'État américain de l'Oregon.  Il est géré par l'opérateur de transports TriMet. Ce système compte actuellement cinq lignes (Bleue, Verte, Rouge, Jaune et Orange). Il est complémentaire avec le réseau de tramway des North-South line et de Loop service.

## Description générale
Sur des parties du système MAX, principalement dans le centre-ville de Portland et dans Hillsboro, les trains MAX circulent sur les voies de surface. À l'exception du Portland Transit Mall, les trains circulent dans des voies réservées qui sont fermées aux autres véhicules motorisés. Sur le Transit Mall, les trains circulent dans les mêmes voies que les autobus TriMet (bien que les trains MAX aient la priorité au sein du trafic). Ailleurs, les trains MAX ont des voies réservées, dans le terre-plein central des rues, le long des autoroutes et sur les anciennes lignes de chemin de fer de fret.
Lorsque les voies longent une rue, les intersections sont généralement contrôlées par les signaux de circulation qui donnent priorité aux trains. Lorsque les voies occupent un droit de passage complètement distinct, les passages à même niveau sont protégés par les barrières de passage automatiques, qui donnent priorité aux trains. Une section de 4,8 km se compose de deux tunnels sous Washington Park (en). Bien que cette section ait une station seulement, elle est à 79 m en dessous du niveau du sol, ce qui en fait la station de transit la plus profonde en Amérique du Nord, et l’une des plus profondes du monde.

## Lignes en service (2016)
| Circuit                    | Ouverture         | Ligne(s)            | Terminus                                                           | Nouvelles stations   | Longueur (km) | Construction | Coût               |
| -------------------------- | ----------------- | ------------------- | ------------------------------------------------------------------ | -------------------- | ------------- | ------------ | ------------------ |
| Eastside (Banfield)        | 5 septembre 1986  | Toutes les lignes   | - Cleveland Avenue - Library/Galleria/SW 9th/10th                  | 27                   | 24,3 km       | 1982 à 1986  | 214 millions USD   |
| Westside                   | 12 septembre 1998 | Bleu, Rouge         | - Hatfield Government Center - Library/Galleria/SW 9th/10th        | 20                   | 28,3 km       | 1993 – 1998  | 963 millions USD   |
| Portland                   | 10 septembre 2001 | Rouge               | - Aéroport - Gateway TC                                            | 4                    | 9 km          | 1999 – 2001  | 125 millions USD   |
| Interstate Avenue          | 1er mai 2004      | Jaune               | - Expo Center - Rose Quarter TC                                    | 10                   | 9,3 km        | 2000 – 2004  | 350 millions USD   |
| Portland Transit Mall (en) | 30 août 2009      | Vert, Orange, Jaune | - Portland State University (en) - Steel Bridge (en) west approach | 14 (7 par direction) | 2,9 km        | 2007 – 2009  | 575.7 millions USD |
| I-205                      | 12 septembre 2009 | Vert                | - Clackamas Town Center - Gateway TC                               | 8                    | 10,5 km       | 2007 – 2009  | 575.7 millions USD |
| Portland–Milwaukie         | 12 septembre 2015 | Orange              | - Lincoln/SW 3rd Ave - SE Park Ave                                 | 10                   | 11,7 km       | 2011 – 2015  | 1490 millions US   |
| Total                      | Total             | Total               | Total                                                              | 97                   | 96 km         |              |                    |